# Porta San Jacopo
La Porta San Jacopo est une porte de ville faisant partie  des murailles de Lucques qui fait face au nord . 
Elle s'appelait initialement Porta della Vittoria ou Porta IV Novembre.

## Historique
C'est la porte la plus récente des murs de Lucques puisqu'elle a été construite en 1931.
À l’intérieur de la porte se trouve une inscription de l’époque fasciste, probablement effacée par le déplacement des lettres qui la composaient, mais actuellement partiellement lisible.